# Іван XIII
Іван XIII (лат. Ioannes; ? — 6 вересня 972, Рим, Папська держава) — сто тридцять третій папа Римський (1 жовтня 965 — 6 вересня 972), за походженням римлянин з роду Кресцентіїв.
Був обраний папою як компромісний кандидат за згодою імператора Священної Римської імперії Оттона I Великого. Через його звички та іноземну підтримку римляни не любили Івана. Одразу після обрання у грудні 965 року його було вислано з міста, проте у листопаді 966 року Іван XIII повернувся до Риму.
Заснував архієпіскопство Мекленбурзьке.
На Різдво 967 року коронував співімператором сина Оттона I — Оттона II, який був одружений з племінницею Візантійського імператора Івана I Цимісхія, що свідчило про можливе зближення Східної та Західної Римської імперії.